# Rhys Gryg
Rhys Gryg ('Rhys el Ronc'), nom real: Rhys ap Rhys, també conegut com a Rhys Fychan ('Rhys el Jove') fou un príncep gal·lès que governà part del Regne de Deheubarth a principis del segle xiii.